# وزارة الجمارك والتجارة (تركيا)
وزارة الجمارك والتجارة (بالتركية: Gümrük ve Ticaret Bakanlığı) هي وزارة حكومية تهتم بشؤون الجمارك والتجارة في تركيا. شغل منصب رئيس الهيئة سابقًا نور الدين جانيكلي.